# Embolització de l'artèria genicular
L'embolització de l'artèria genicular (EAG) és un procediment mínimament invasiu guiat per imatge realitzat per radiòlegs intervencionistes per alleujar el dolor crònic de genoll causat per l'artrosi (OA) o l'hemartrosi postoperatòria.

## Tècnica i indicacions
La tècnica consisteix a embolitzar (bloquejar) petites artèries al voltant del genoll, concretament les artèries geniculars, per reduir la inflamació i la neovascularització que contribueixen al dolor.
L'EAG està indicat per a pacients que pateixen:
- Osteoartritis de genoll moderada a greu (grau 2-4 de Kellgren-Lawrence)
- Dolor persistent al genoll que no respon a tractaments conservadors (per exemple, fisioteràpia, AINE, injeccions de corticosteroides)
- Hemartrosi recurrent després d'artroplàstia total de genoll
- Pacients que no són candidats adequats per a una cirurgia de reemplaçament de genoll o prefereixen un tractament no quirúrgic[2]

## Mecanisme i procediment
Durant el procediment, s'insereix un catèter a través d'una petita punció, normalment a l'artèria femoral o radial, i es fa avançar sota guia fluoroscòpica fins a les artèries que irriguen l'articulació del genoll. S'injecten agents embòlics (microesferes) a les artèries geniculars per bloquejar els vasos anormals i reduir la inflamació. Aquesta interrupció del flux sanguini ajuda a disminuir la hiperplàsia sinovial i el dolor associats a la inflamació crònica.
L'embolització de l'artèria genicular (EAG) se sol dur a terme com a procediment ambulatori sota anestèsia local. La durada és d'entre 1 i 2 hores. Els pacients generalment poden caminar el mateix dia i tornar a les activitats normals en 1 o 2 dies. L'atenció postprocediment implica el seguiment d'efectes secundaris menors, com ara decoloració de la pell o dolor transitori.

## Resultats i riscos
Estudis clínics han demostrat que l'embolització de l'artèria genicular (EAG) provoca reduccions significatives en les puntuacions del dolor (per exemple, VAS, WOMAC). També pot conduir a una millora de la capacitat funcional i la qualitat de vida, amb una alta satisfacció del pacient.
Tot i que generalment és segur, el procediment comporta riscos, com ara: decoloració o hematomes de la pell, entumiment o formigueig temporals i casos rars d'embolització no objectiu (on el material embòlic es diposita accidentalment en vasos o òrgans no desitjats).

## Recerca i assajos clínics
Diversos estudis han explorat l'eficàcia de l'eficàcia generalitzada general (EAG). Un estudi pilot aleatoritzat i sèries de casos posteriors informen de resultats favorables tant en el seguiment a curt com a mitjà termini.